# 1141 Bohmia
1141 Bohmia är en asteroid i huvudbältet som upptäcktes den 4 januari 1930 av den tyske astronomen Max Wolf. Dess preliminära beteckning var 1930 AA. Den fick senare namn efter Mrs. Bohm-Walz, som donerade ett teleskop till Heidelberg-observatoriet.
Den tillhör asteroidgruppen Flora.
Bohmias senaste periheliepassage skedde den 21 oktober 2021.